# Michael Flanders
Michael Henry Flanders (Londra, 1º marzo 1922 – Betws-y-Coed, 14 aprile 1975) è stato un attore, giornalista, scrittore e interprete di canzoni britannico.
È particolarmente noto per la sua collaborazione teatrale con Donald Swann. Da giovane sembrava avviarsi verso una carriera di attore di successo. Contrasse la poliomielite nel 1943, mentre prestava servizio nella Royal Navy Volunteer Reserve, e per il resto della sua vita dovette fare affidamento di una sedia a rotelle. Fece carriera come prolifico intrattenitore di una emittente radiofonica e poi televisiva, e insieme al suo vecchio compagno di scuola, il compositore Donald Swann, scrisse canzoni di successo alla fine degli anni 1940 e all'inizio e alla metà degli anni 1950 per le riviste del West End di Londra. Nel 1956 loro stessi eseguirono alcune di queste canzoni, insieme ad altre nuove, in una rivista per due uomini, At the Drop of a Hat. Questo spettacolo, e il suo successore, At the Drop of Another Hat,  andò in scena, con brevi pause occasionali, dal 1956 al 1967 e venne portato nei teatri delle isole britanniche, degli Stati Uniti d'America, dell'Australia e altrove.
Durante e dopo la collaborazione teatrale con Swann, Flanders intraprese una carriera multiforme, esibendosi sul palco, sullo schermo, alla radio, su piattaforme per concerti e registrazioni. Scrisse libretti d'opera, un libro per bambini, un volume di poesie e le parole di una cantata sull'Arca di Noè.

## Biografia

### Primi anni
Flanders era nato a Hampstead, Londra, terzo figlio e unico maschio di Percy Henry Flanders e di sua moglie, Laura Rosa (Laurie), nata O'Beirne. Suo padre aveva una varietà di occupazioni, tra cui attore e direttore di cinema. Sua madre era una violinista professionista.
Dal 1936 al 1940 fu allievo della Westminster School, dove tra i suoi compagni c'erano Peter Ustinov, Peter Brook, Tony Benn e Donald Swann. Nel suo ultimo anno, nel 1940, lui e Swann collaborarono a una rivista scolastica chiamata Go To It! Da Westminster, Flanders andò al Christ Church di Oxford, per leggere storia. Lì recitò e diresse per la Oxford University Dramatic Society e l'Experimental Theatre Club. I suoi ruoli comprendevano Brabantio in Otello, Enrico IV di Pirandello, Shawcross di Auden e The Ascent of F6 di Isherwood. Scrisse critiche teatrali per la rivista di Oxford, Cherwell. Nell'ottobre del 1941 fece il suo debutto come attore professionista all'Oxford Playhouse nel ruolo di Valentine in You Never Can Tell di Shaw.
Nel 1942 fece domanda per entrare a far parte della Royal Navy Volunteer Reserve, prima come abile marinaio, e successivamente come sottotenente. Sopravvisse a un attacco con siluri nel 1942 contro la sua nave, la HMS Marne, ma l'anno successivo contrasse la poliomielite in mare e trascorse i tre anni successivi in ospedale. Nel 1946 fu dimesso, ma rimase su una sedia a rotelle per il resto della sua vita. Fu profondamente sconvolto quando le autorità universitarie si rifiutarono, a causa della sua disabilità, di consentirgli di riprendere gli studi.

### Dopoguerra
Tornò alla casa di famiglia a Hampstead Garden Suburb. Diresse e produsse opere teatrali con un gruppo teatrale amatoriale locale e organizzò piccoli raduni musicali con altri dilettanti della musica, tra cui Gerard Hoffnung e Frank Hauser. Non essendogli più possibile una carriera di attore teatrale, trovò lavoro in una emittente radiofonica e scrisse alcuni testi di canzoni. Allo stesso tempo, Swann iniziò a comporre musica per riviste. Nel 1974 ricordò:
Abbiamo scritto la nostra prima canzone nell'estate del 1948. Ero andato a casa di Michael vicino a Hampstead Heath per vedere se riusciva a pensare a qualche parola per una melodia che avevo scritto... Egli disse: "Suona tutto un po' come Gilbert e Sullivan, non credi? … Dev'essere terribilmente noioso nella D'Oyly Carte Company, dover fare tutto esattamente come è sempre stato fatto – Idea!
Il trio risultante, "In the D'Oyly Cart" [sic], per tre Savoiardi scontenti, venne accettato dal produttore Laurier Lister per il suo nuovo spettacolo Oranges and Lemons. La rivista e il trio ebbero un grande successo e Lister commissionò ulteriore lavoro alla coppia per la sua produzione successiva, Penny Plain (1951). Tra i loro contributi a quest'ultimo c'erano "Prehistoric Complaint", un assolo di Max Adrian, "vestito con pezzetti di pelliccia come una sorta di uomo delle caverne disadattato", e "Surly Girls", con Adrian, Desmond Walter-Ellis e Jimmy Thompson nei panni di un trio di spaventose studentesse di St Trinian.
I numeri di Flanders e Swann nei due spettacoli funzionarono così bene che Lister invitò la coppia a scrivere gran parte della sua successivaa rivista, Airs on a Shoestring (1953). I loro argomenti spaziavano dall'economia alla politica ("There's a Hole in My Budget") a una canzone lamentosa sull'ultimo tram di Londra ("Last of the Line") fino a una parodia delle opere di Benjamin Britten fino ad allora ("Guide to Britten"). Nello stesso anno Flanders scrisse il libretto per una breve opera di Antony Hopkins, Three's Company. Seguì, l'anno successivo,  A Christmas Story. Sempre nel 1954 Flanders, in collaborazione con Kitty Black (1914–2006), tradusse Histoire du soldat di Stravinsky per il Festival di Edimburgo. L'opera venne eseguita davanti al grande pubblico a Edimburgo, e di nuovo a Londra alla Royal Festival Hall nel 1956 con Flanders nel ruolo di narratore, Sir Ralph Richardson in quello del soldato e Peter Ustinov in quello del diavolo. La traduzione ha mantenuto il suo posto come versione inglese standard nel XXI secolo.
Durante gli anni 1950 consolidò la sua carriera in emittenti televisive e radiofoniche, in programmi che andavano dai commenti sportivi alle letture di poesie, e includendo un periodo di due anni come conduttore di The Brains Trust dopo il passaggio dalla radio alla televisione. Preferiva esibirsi nella scrittura e disse che scriveva principalmente "per darmi qualcosa da esibire".

### At the Drop of a Hat
Come cantautori affermati e di successo, Flanders e Swann furono invitati a tenere una conferenza sul loro lavoro alla Dartington International Summer School nel 1956. Flanders scoprì che le sue introduzioni parlate erano altrettanto ben accolte dal pubblico come le canzoni. Lui e Swann decisero di dare uno spettacolo simile a Londra. Presero in affitto il New Lindsey Theatre per un periodo limitato di tre settimane; il New Lindsey, con una capienza di circa 150 posti, era situato fuori dal quartiere dei teatri del West End di Londra. Lo spettacolo venne inaugurato il 31 dicembre 1956. Gli avvisi alla stampa erano stati buoni, il botteghino fece ottimi affari e alla coppia venne offerto un trasferimento nel West End. Swann ha ricordato nel 1977: "Abbiamo rifiutato all'unanimità. Sembrava segnare la fine della carriera radiofonica di Michael (a quel tempo aveva fatto almeno un migliaio di trasmissioni) e la fine di Swann come compositore." Dopo che ciascuno aveva trascorso due o tre notti insonni preoccupandosi, ci ripensarono; lo spettacolo si trasferì al Fortune Theatre al Covent Garden il 24 gennaio 1957, dove, secondo The Times, "fu preso d'assalto dal pubblico". Il critico JC Trewin scrisse: "Sento che anche [WS] Gilbert avrebbe potuto applaudire l'intricata pulizia dei loro numeri.... Vi esorto ad ascoltare il signor Flanders mentre spiega la precisa derivazione di 'Greensleeves'." Lo spettacolo ebbe 808 repliche al Fortune, fino al 2 maggio 1959.
Nell'agosto del 1959 Flanders e Swann portarono la rivista al Festival di Edimburgo. L'8 ottobre debuttarono a New York al John Golden Theatre di Broadway, dove fecero 215 spettacoli. Sul New York Herald Tribune Walter Kerr scrisse: "Qualunque cosa scorra nelle vene di entrambi questi gentiluomini, li rende vivaci, spiritosi, dotti, ingrazianti, esplosivamente divertenti ed un'eccellente compagnia per una serata sbarazzina e deliziosa". Dopo aver chiuso a Broadway, portarono lo spettacolo in 12 città negli Stati Uniti, una in Canada e tre in Svizzera. Durante il 1962 e il 1963, ripresero la produzione in Canada e la portarono nelle isole britanniche, apparendo in 17 paesi e città. Durante il tour aggiungevano continuamente nuove canzoni e abbandonavano quelle vecchie; quando tornarono nel West End, nell'ottobre 1963, il programma era così diverso da quello dato alla loro ultima apparizione a Londra, più di quattro anni prima, che lo spettacolo aveva un nuovo titolo: At the Drop of Another Hat.

### At the Drop of Another Hat
Il secondo spettacolo seguiva lo schema del primo, con canzoni e monologhi collegati da commenti e introduzioni di Flanders. Fu inaugurato il 2 ottobre 1963 al Theatre Royal, Haymarket, una sala molto più grande di quella del Fortune (con 900 posti a sedere contro i 438 del Fortune). Ancora una volta le recensioni furono eccellenti. Il Daily Express definì lo spettacolo "un successo immediato" e il Times lo definì "un intrattenimento delizioso... una serata inimitabile":
Il duo continuò all'Haymarket fino al 21 marzo 1964, e dopo una pausa portò lo spettacolo in Australia, Nuova Zelanda, Hong Kong e Inghilterra meridionale prima di aprire di nuovo a Londra, al Globe Theatre nel settembre 1965, dove rimase fino al febbraio 1966. Infine portò lo spettacolo in Canada e negli Stati Uniti, concludendo a Broadway al Booth Theatre dal 31 dicembre 1966 al 9 aprile 1967.
La decisione di smettere con gli spettacoli di Hat venne principalmente di Swann, che sentiva che stavano ostacolando la sua carriera di compositore serio. I due rimasero amici e continuarono a collaborare di tanto in tanto.

### Altri lavori
Durante le interruzioni di Hat, e dopo che erano giunti al termine, Flanders tornò ad esibirsi alla radio, alla televisione, sul palco, al cinema e in concerto. Nel 1962 apparve all'Aldwych Theatre di Londra come narratore nella produzione della Royal Shakespeare Company di The Caucasian Chalk Circle di Brecht. Nel 1970 recitò nella rivista Ten Years Hard di Peter Myers; la sua esecuzione venne elogiata, ma lo spettacolo non altrettanto e si concluse entro un mese. Recitò nei film Doctor in Distress (1963) e The Raging Moon (1971).
Continuò a lavorare alla radio e alla televisione. Alla radio della BBC fu il conduttore delle serie "Scrapbook" e "Battle for the Atlantic", e conduttore dei quiz "Twenty Questions" e "Animal, Vegetable and Mineral". In televisione presentò la serie di concerti, opera e balletto "Gala Performance". Fu la voce del narratore nella colonna sonora britannica della serie di cartoni animati di Barbapapà e di molti documentari, tra cui la BBC Royal Family del 1969 .
Come scrittore, il lavoro più noto di Flanders, oltre ai testi della rivista, è probabilmente il testo della cantata per bambini Captain Noah and His Floating Zoo con musiche di Joseph Horovitz, che vinse un Ivor Novello Award nel 1976. Pubblicò un libro di poesie, Creatures Great and Small, nel 1964, e un libro per bambini The Sayings and Doings of Nasrudin the Wise nel 1974.

#### Registrazioni
La Parlophone registrò dal vivo sia gli spettacoli di Hat, sia registrazioni in studio di una raccolta di canzoni sugli animali. Il materiale inedito, registrato privatamente o fuori onda, venne successivamente pubblicato su LP e CD.

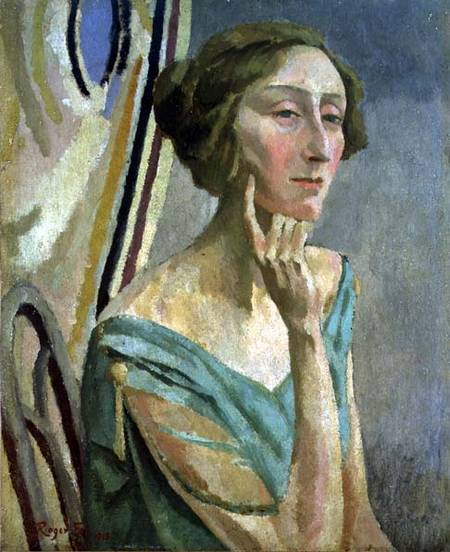
Edith Sitwell (ritratto di Roger Fry): Flanders era affascinato dalle sue poesie su Façade.

Per la EMI registrò la narrazione di Peter and the Wolf con la Philharmonia Orchestra diretta da Efrem Kurtz (1959). Con Fenella Fielding le poesie Façade di Edith Sitwell con la musica di Walton suonata dall'Academy of Saint Martin-in-the-Fields diretta da Neville Marriner (1972). Egli era stato a lungo affascinato da Façade: "È un lavoro straordinariamente difficile, persino impossibile. Ci sono momenti in cui sei solo costretto a balbettare, altri in cui sei completamente sommerso dall'orchestra. Ti spinge davvero al limite".
Fu narratore nell'opera Three's Company (1954) sua e di Antony Hopkins, lettore in "Touches of Sweet Harmony - Music Inspired by Shakespeare" (1962), ricoprì il ruolo di Dromios in The Comedy of Errors con John Neville nel ruolo di Antipholuses (1963) e lettore dell'intero Vangelo secondo Marco in un cofanetto di tre LP (1962). Con i cantanti di Michael Sammes registrò " The Little Drummer Boy ", che venne pubblicato come disco singolo e come parte di una compilation EP, con introduzioni di "The Christmas Story". Fu il narratore di un LP della EMI "Elizabeth the Great" (1963) che celebrava la regina Elisabetta I, con Mary Morris nei panni di Elisabetta.

### Vita privata
Il 31 dicembre 1959 sposò Claudia Davis, figlia del giornalista Claud Cockburn e figliastra di Robert Gorham Davis, professore di inglese alla Columbia University di New York. Ebbero due figlie, entrambe diventate giornaliste: Laura e Stephanie.
Venne insignito dell'onorificenza di  Ufficiale dell'Ordine dell'Impero britannico (OBE) nel 1964. Fu un eloquente sostenitore di un migliore accesso ai teatri per le persone con disabilità e in seguito si interessò ad altre questioni. Dopo la sua morte, Claudia Flanders ha continuato a promuovere la causa dell'accessibilità per gli utenti su sedia a rotelle.
Flanders morì improvvisamente il 14 aprile 1975, all'età di 53 anni, per la rottura di un aneurisma della bacca intracranica, mentre era in vacanza a Betws-y-Coed, nel Galles. Le sue ceneri furono sparse nel parco di Chiswick House nella zona ovest di Londra, un luogo in cui gli era piaciuto spesso sedersi nel pomeriggio durante gli ultimi anni della sua vita.

### Commemorazione
Il 30 giugno 2007 The Archive Hour della BBC Radio 4 ha trasmesso "Flanders on Flanders", un documentario della figlia di Flanders, Stephanie, su suo padre e il suo lavoro. Il Michael Flanders Centre, un centro diurno con 75 posti ad Acton, Londra, è stato fondato in suo onore da Claudia Flanders e altri.